# Nonea anchusoides
Nonea anchusoides är en strävbladig växtart som beskrevs av Pierre Edmond Boissier och Buhse. Nonea anchusoides ingår i släktet nonneor, och familjen strävbladiga växter. Inga underarter finns listade i Catalogue of Life.